# Die Diplomatin – Jagd durch Prag
Jagd durch Prag ist ein deutscher Fernsehfilm von Roland Suso Richter aus dem Jahr 2018. Es handelt sich um die dritte Episode der Krimireihe Die Diplomatin mit Natalia Wörner als die beim Auswärtigen Amt arbeitende Diplomatin Karla Lorenz in der Hauptrolle.

## Handlung
Diplomatin Karla Lorenz tritt die Nachfolge ihrer Tante an und wird zur neuen Botschafterin in Prag ernannt. Frisch noch im neuen Amt, setzt sie sich für den desertierten US-Sergeant Sean Miller ein und gewährt ihm Unterschlupf in der deutschen Botschaft. Miller und seine aus Deutschland stammende Freundin Lena Fischer machen ihre Ansicht, in Tschechien gäbe es von der CIA ein geheimes Foltergefängnis der US-Streitkräfte, publik. Lorenz muss nun herausfinden, ob dies stimmt. Zunächst informiert sie ihren Vorgesetzten Thomas Eick über die Anschuldigungen und bittet ihn, ihr von Berlin aus zuzuarbeiten und das Video zu überprüfen. Nach Auswertung von Experten sind die Aufnahmen zwar echt, aber sehr wahrscheinlich in Bulgarien entstanden. Des Weiteren wird ein Satellitenüberflug über das besagte Gelände veranlasst, der ebenfalls negative Ergebnisse bringt. Recherchen über Lena Fischer stellen sie als nicht sehr glaubwürdige Drogenkonsumentin dar. Lorenz Widerspruchsgeist wird immer mehr geweckt, denn auch seitens ihrer Tante und der tschechischen Behörden bekommt sie immer mehr Ablehnung zu spüren. Dennoch muss sie Millers Angaben prüfen, der in der Vergangenheit unter einer Posttraumatischen Belastungsstörung zu leiden hatte und womöglich noch immer nicht geheilt ist. Lorenz erfährt dabei, dass ein Mehmet Bialik in dem Lager sein soll, und der ist seit einiger Zeit in Deutschland als vermisst gemeldet. Lorenz will heimlich mit Miller auf das Gelände des Foltergefängnisses gelangen. Sie kommen bis hinter eine erste Absperrung und geraten unter Beschuss. Am nächsten Morgen ist das Gelände zwar verlassen, aber Lorenz nun endgültig davon überzeugt, dass Millers Anschuldigungen zutreffen. Nach diesem gefährlichen Einsatz muss Lorenz ins Krankenhaus. Während ihrer Abwesenheit wirft Burkhard von Dorssen, der stellvertretende Botschafter, Sergeant Miller aus der Botschaft. Miller kann untertauchen und gelangt mit Lorenz Hilfe nach Deutschland, wo er als whistleblower der deutschen Presse seine Angaben macht, denn die Öffentlichkeit ist nun sein bester Schutz vor weiterer Verfolgung.
Karla Lorenz kann beim amerikanischen Botschafter in Tschechien eine Freilassung von Mehmet Bialik aus dem Foltergefängnis erwirken, was einem Eingeständnis von Millers Anschuldigungen gleichkommt.

## Hintergrund
Jagd durch Prag wurde vom 15. August 2017 bis zum 14. September 2017 gedreht. Als Drehschauplätze dienten unter anderem die tschechische Hauptstadt Prag sowie Berlin und Umgebung. Der Film wurde am 31. März 2018 auf dem Samstagabendsendeplatz im Ersten erstausgestrahlt.
Als Soundtrack wird im Film das Lied Human von Rag ’n’ Bone Man verwendet.

## Rezeption

### Einschaltquote
Bei der Erstausstrahlung am 31. März 2018 im Ersten erreichte der Film 4,11 Millionen Zuschauer und 13,9 Prozent des Gesamtmarktanteils.

### Kritik
Tilmann P. Gangloff meinte bei Tittelbach-TV: „Schon schlichte Innenpolitik ist im deutschen Fernsehfilm nur selten ein Thema, von der ungleich komplizierteren Außenpolitik mit ihren diffizilen Gemengelagen ganz zu schweigen; allein deshalb ist die ARD-Reihe Die Diplomatin eine besondere Produktion.“ „Erneut traut sich die Reihe also an ein brisantes Thema. Die Umsetzung ist nicht so actiongeladen wie Das Botschaftsattentat, aber dennoch ist ‚Jagd durch Prag‘ ein fesselnder Polit-Thriller.“
focus.de schrieb: „Regisseur Roland Suso Richter […] erzählt eine recht verschachtelte Geschichte aus einer faszinierenden Stadt, die früher mal eine Drehscheibe für Agenten aus Ost und West war. Die stimmungsvollen Bilder aus Prag […] tun also ganz gut, um etwas durchzuatmen. Spannend ist der Film und sogar ganz erhellend: Die Frauen werden immer stärker, wenn es ans Eingemachte geht, während die Männer versagen oder einfach in den Papierkorb kotzen. Wenn das keine Botschaft ist.“
Harald Keller wertete in der Frankfurter Rundschau: Spannender als „die dramatischen Verwicklungen, [sind] die diplomatischen Winkelzüge, die abseits der öffentlichen Wahrnehmung stattfinden und in die teils auch persönliche Ambitionen hineinspielen.“ „Ein faszinierendes Spiel: es wird geblufft, geflunkert, provoziert, gebuhlt, geschachert. Die einen verwerfen ihre Ideale, bei anderen, die sie verdrängt hatten, keimen sie wieder auf. Diese Passagen machen die Stärke des Films aus, die Schwächen liegen in den privaten Verbindungen.“